# Ponte dei Leoni (Sofia)
Il Ponte dei Leoni (in bulgaro Лъвов мост?, Lăvov most) è un'intersezione a raso situato nelle aree centrali di Sofia, capitale della Bulgaria. Attraversa il torrente Vladaiska e si trova all'incrocio tra viale Maria Luisa e viale Slivnica, fungendo da collegamento tra la Stazione Centrale di Sofia, la Stazione centrale degli autobus e il centro cittadino. 
Il ponte è considerato una delle principali attrazioni cittadine e rappresenta un simbolo del quartiere "Serdica". Nei pressi della struttura si estende l'omonima piazza. 
Prima della costruzione dell’attuale ponte nel 1889, il sito era occupato dal cosiddetto Ponte Dipinto.

## Storia

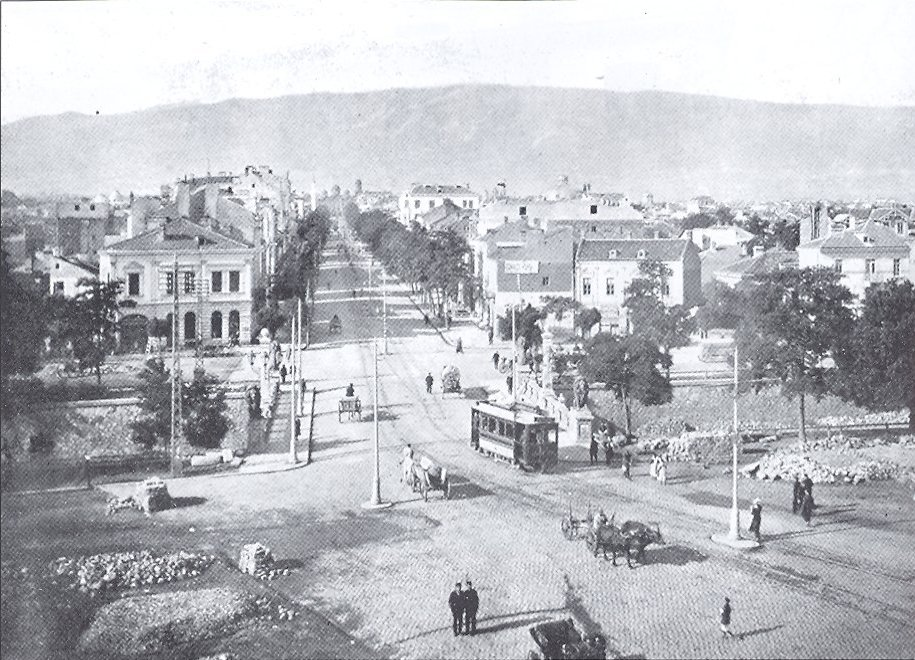
il Ponte dei Leoni nel 1910

### Il Ponte Dipinto
Il Ponte Dipinto, predecessore del Ponte dei Leoni a Sofia, è associato alla figura di Khalil Sali Efendi, ricco cittadino ottomano conosciuto tra i locali Šopi come "Khalil il matto". In seguito a un abbondante raccolto, si sparse la voce che Khalil stava comprando paglia. Gli abitanti del villaggio iniziarono a gareggiare per vedere chi poteva portargliene di più. Khalil non ne rimandò indietro nessuno, ma pagò a tutti onestamente, anche se a buon mercato. Quando gli chiesero perché avesse bisogno di tanta paglia, lui rispose con calma: "Il tempo vende la paglia". L'anno successivo, il raccolto non fu così buono e gli abitanti del villaggio tornarono di nuovo da Khalil, ma questa volta per comprare della paglia. E Khalil ne vendette, ovviamente con un grande profitto. Per dimostrare ai Šopi che non era affatto "matto", fece costruire un ponte. Da un lato c'era l'iscrizione: "In tempo vendetti, costruii un ponte", e dall'altro ordinò agli scalpellini di scrivere su una pietra una lezione morale tratta dal Corano: "Dove non c'è ponte, costruiscine uno. Dove non c'è fontana, costruiscine una". In linea con la tradizione architettonica ottomana, il ponte fu decorato a righe rosse e gialle, da cui il nome. Le iscrizioni originali non sono più conservate.

### Il sito delle esecuzioni
Prima della Liberazione della Bulgaria, l'area dove sorge il Ponte dei Leoni, era utilizzata come luogo di esecuzione pubblica. Una regola dell'Impero ottomano prevedeva che i criminali non originari della città fossero giustiziati presso la porta di ingresso; per esempio, Vasil Levski fu impiccato alla Porta orientale. I condannati locali, invece, venivano eseguiti nelle piazze. Stojčo Raškov e Todor Maleev, partecipanti alla Rivolta d'aprile, furono impiccati nei pressi del Ponte dei Leoni. Qui fu giustiziato anche il più giovane dei quattro librai di Sofia - Georgi Stoičev, cantore nella chiesa del Santo re (oggi Cattedrale di Santa Domenica).

### Costruzione del Ponte dei Leoni
Subito dopo la Liberazione della Bulgaria, Hristo G. Danov propose di costruire in questo luogo un monumento ai librai e ai rivoluzionari impiccati. Il progetto, sostenuto da intellettuali e politici, fu affidato all’ingegnere Václav Prošek. 
Il ponte fu realizzto tra il 1889 e il 1890 dalla compagnia "Fratelli Prošek", per l'enorme cifra di 260.000 leva d'oro. Di tutto il complesso fu costruito solo il ponte, sul quale i leoni simboleggiavano i quattro librai bulgari impiccati dai turchi. Nel suo libro "Memorie" Dimitâr Penev indica come committente del progetto "Todor Veljan e co.", sotto la guida dell'ingegnere Kont, di cui scrive dettagliatamente anche nella rivista "Svetlina", e dove viene pubblicata una delle prime fotografie del ponte. 
Il ponte è lungo 26 m e largo 18,1 m. Vi sono due aperture di 10 metri e candelabri sopra le aperture centrali. È decorato con quattro figure di leoni in bronzo, da cui il nome, realizzati dall'azienda viennese Rudolf Philipp Waagner & Biro e collocati nel 1891.
Secondo il progetto originario, il ponte costituiva un elemento centrale attorno al quale si sarebbe dovuta costruire una grande piazza circolare, divisa in due dal torrente Vladaiska, in quel tratto allora chiamato “Kanla” (il sanguinoso). Di tutto questo oggi è conservata solo la targa commemorativa di Georgi Stoïcev, che si trova sul lato del ponte, fuori dal complesso generale.
Nel 1900, quando a Sofia fu accesa la prima lampada elettrica, furono accese anche le deliziose lanterne elettriche sul Ponte dei Leoni.

## Trasporto pubblico
Linee autobus: 11, 20, 21, 22, 78, 85, 86, 213, 285, 305, 310, 404, 413
Linea autobus elettrico: 309
Linea filobus: 6
Linee tramviarie: 1, 12, 18, 27
Dal 2012 la piazza "Lăvov Most" è servita anche dalla seconda linea della Metropolitana di Sofia.

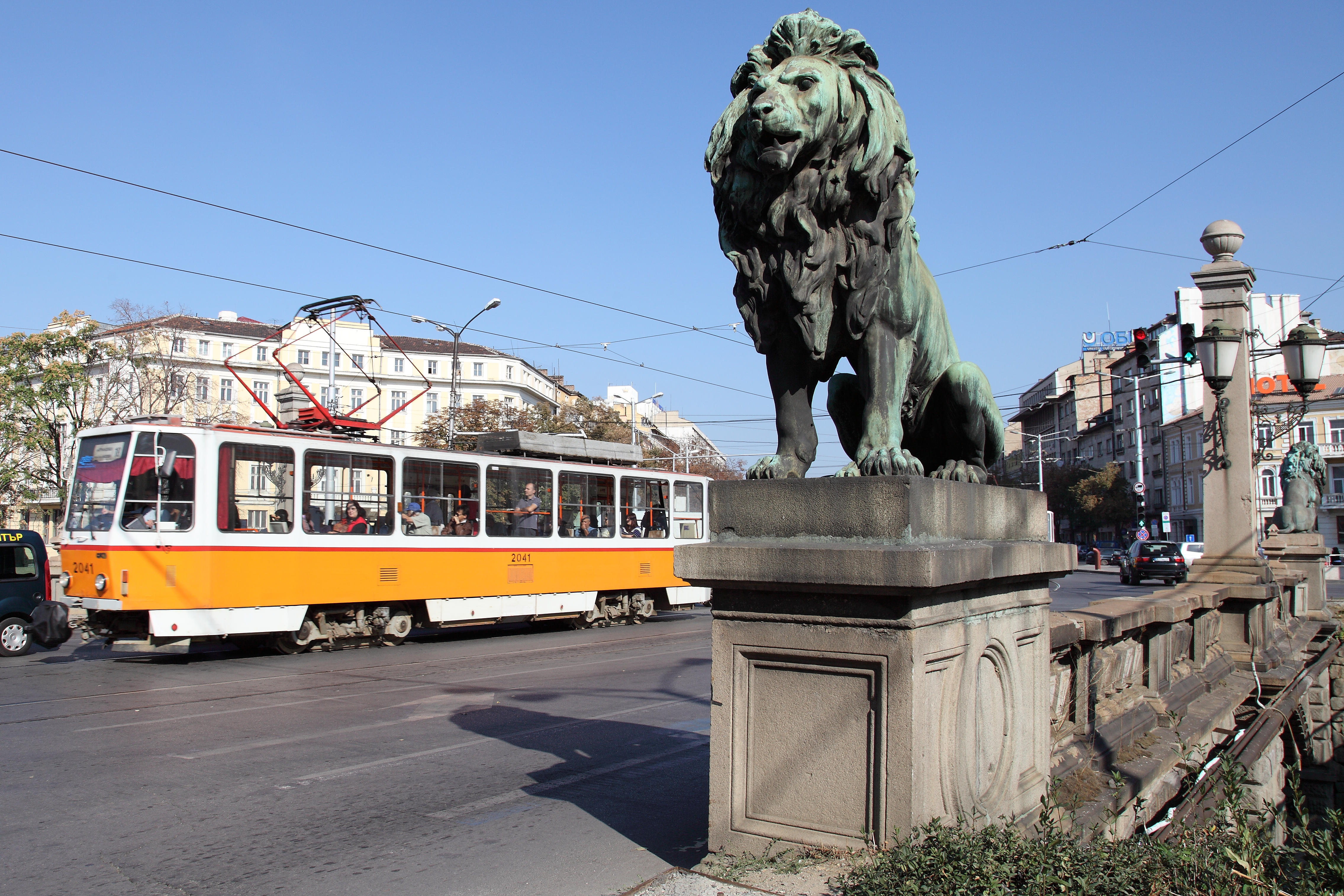
il Ponte dei Leoni con un tram che lo percorre, 2012.
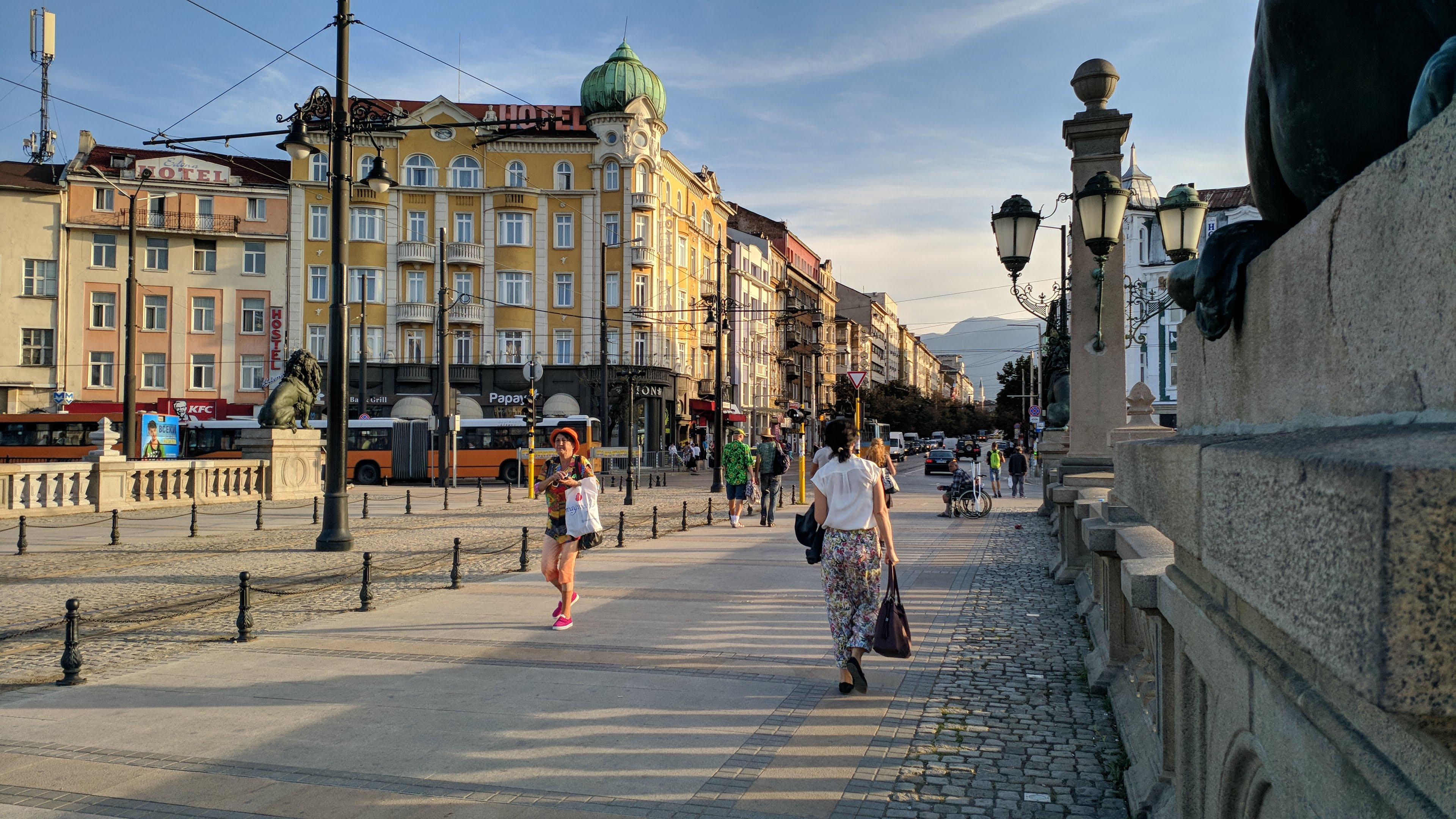
il Ponte dei Leoni, 2018